# 十二月の旅人
『十二月の旅人』（じゅうにがつのたびびと）は、1980年に発表された太田裕美の13枚目のアルバム。1998年にCD化された。

## 解説
- この時期のアルバムは、シングル曲をあえて収録しない方針が続いていたが、急遽シングルの「さらばシベリア鉄道」が収録される事になり、アルバムのタイトルも当初の予定だった『海に降る雪』から変更になった。
- 歌詞カードは、太田裕美の手書き。

## 収録曲
1. Sail for Our Life
  - 作詩：小此野木七枝子、作曲：網倉一也、編曲：萩田光雄
2. 25年目の冬に
  - 作詩：小此野木七枝子、作曲：網倉一也、編曲：萩田光雄
3. 海に降る雪
  - 作詩：小此野木七枝子、作曲：網倉一也、編曲：萩田光雄
4. 少女憧憬
  - 作詩：小此野木七枝子、作曲：網倉一也、編曲：萩田光雄
5. メロディー・スモーキン
  - 作詩：小此野木七枝子、作曲：網倉一也、編曲：萩田光雄
6. さらばシベリア鉄道
  - 作詩：松本隆、作曲：大瀧詠一、編曲：萩田光雄
  - 19th シングル。
7. City Lights
  - 作詩：山川啓介、作曲：浜田金吾、編曲：飛澤宏元
8. ら・ぼえーむ
  - 作詩：山川啓介、作曲：浜田金吾、編曲：飛澤宏元
9. スナック“シェルブール”
  - 作詩：山川啓介、作曲：浜田金吾、編曲：飛澤宏元
10. 青春のキャスティング
  - 作詩：山川啓介、作曲：浜田金吾、編曲：飛澤宏元
11. HAPPY BIRTHDAY TO ME
  - 作詩：山川啓介、作曲：浜田金吾、編曲：飛澤宏元
  - 19thシングル「さらばシベリア鉄道」のB面